# مؤمن مهران
مؤمن مهران (مواليد 20 أغسطس 1996) هو رياضيّ سباقات قوارب مصري، مثّل بلاده في الألعاب الأولمبية الصيفية 2020.

## المشاركة الأولمبية
| مصر (EGY)  | مصر (EGY)  | مصر (EGY)                | مصر (EGY) | مصر (EGY) | مصر (EGY)   | مصر (EGY)   | مصر (EGY)   | مصر (EGY)   | مصر (EGY) | مصر (EGY) |
| الدورة     | الرياضيّ/ة  | الحدث                    | التصفيات  | التصفيات  | ربع النهائي | ربع النهائي | نصف النهائي | نصف النهائي | النهائي   | النهائي   |
| الدورة     | الرياضيّ/ة  | الحدث                    | الوقت     | الترتيب   | الوقت       | الترتيب     | الوقت       | الترتيب     | الوقت     | الترتيب   |
| ---------- | ---------- | ------------------------ | --------- | --------- | ----------- | ----------- | ----------- | ----------- | --------- | --------- |
| طوكيو 2020 | مؤمن مهران | ك–1 200 متر [الإنجليزية] | 38.850    | 5 ت       | 37.836      | 4           | لم يتأهل    | لم يتأهل    | لم يتأهل  | لم يتأهل  |

## روابط خارجية
مؤمن مهران على موقع أوليمبيديا (الإنجليزية)